# Asthenolabus gracilis
Asthenolabus gracilis là một loài tò vò trong họ Ichneumonidae.